# Berry Avant Edenfield
Berry Avant Edenfield (* 2. August 1934 in Bulloch County, Georgia; † 9. Mai 2015 in Savannah, Georgia) war ein US-amerikanischer Jurist und Politiker.

## Leben
Edenfield studierte an der University of Georgia und erhielt dort 1956 einen Bachelor of Business Administration (B.B.A.). 1958 erhielt er einen Bachelor of Laws (LL.B.) an der Law School der Universität. Von 1958 bis 1978 praktizierte er als Rechtsanwalt in Statesboro, Georgia. Daneben diente Edenfield von 1957 bis 1963 in der Georgia Army National Guard und war von 1965 bis 1966 Senator im Senat von Georgia.
Am 27. September 1978 wurde er von Präsident Jimmy Carter zum Richter am United States District Court für den südlichen Distrikt von Georgia nominiert, um den vakanten Sitz von Richter Alexander A. Lawrence neu zu besetzen. Am 10. Oktober 1978 wurde er vom Senat der Vereinigten Staaten bestätigt. Am 11. Oktober erfolgte seine Vereidigung. Von 1990 bis 1997 war er der Oberste Richter (chief judge) dieses Distriktes. Am 2. August 2006 erreichte Edenfield den Senior Status und ging damit in den Semi-Ruhestand. Sein vakanter Sitz wurde mit James Randal Hall neu besetzt.
Edenfield war verheiratet. Er starb am 9. Mai 2015 infolge einer Krebserkrankung.